# Daikoku

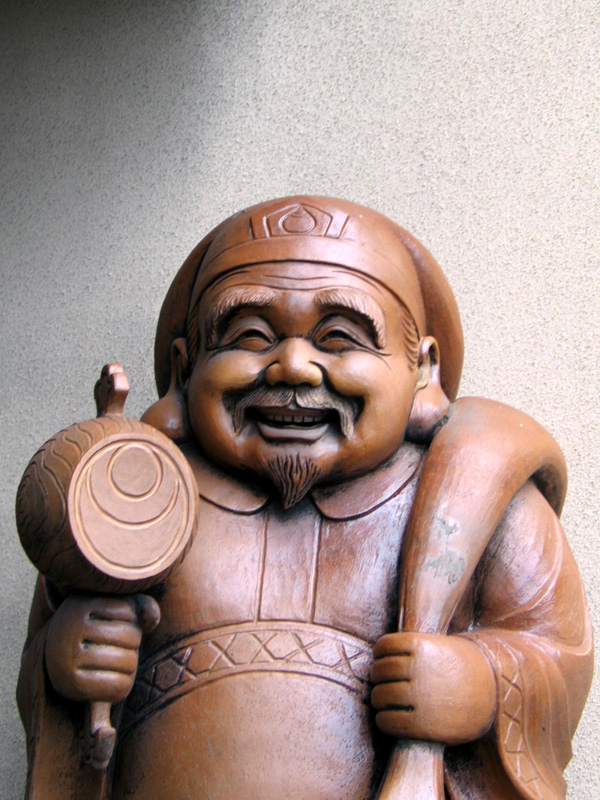
Daikoku, rikedomens gud.

Daikoku är rikedomens gud i japansk mytologi, en av de sju lyckogudarna. 
Daikoku brukar gestaltas som en belåten man omgiven av risbalar och dyrbarheter.
De övriga gudarna i gruppen de sju lyckogudarna är Benten, Bishamon, Ebisu, Fukurokuju, Hotei och Jurojin.